# R.U.R.U.R 〜ル・ル・ル・ル〜 このこのために、せめてきれいな星空を
『R.U.R.U.R ル・ル・ル・ル このこのために、せめてきれいな星空を』（ルルルル このこのために せめてきれいなほしぞらを）は、lightより2007年4月27日に発売されたパソコン用アダルトゲームである。
また『R.U.R.U.R ル・ル・ル・ル -petit prince-』のタイトルでPlayStation Portable版が発売された。
ジャンルはアドベンチャーゲーム。

## ストーリー
はるか遠い未来、恒星間を航行する宇宙船、サン＝テグジュペリ号の中で、被造知性と呼ばれるロボットたちが暮らしていた。昔は人間で満ちていた宇宙船も、事故により人間はいなくなってしまい、今はロボットたちがあてもなく宇宙を彷徨うばかりだった。
そんな折、宇宙船の中から唯一残された人間用の冷凍睡眠カプセルが見つかった。カプセルに入っていた人間の子供、名前はイチヒコ。宇宙でただ一人生き残った人間・イチヒコとロボットたちの生活が始まる。

## 登場人物
イチヒコ
声：笠原准
本作の主人公。冷凍保存用カプセルから見つかった「世界」に残された最後の人間。正式名称は「市民イチヒコ05-95472」。
目覚めた後は「原っぱの家のイチヒコ」と名づけられる。明るく無邪気で好奇心旺盛な至って「フツウ」の男の子。解凍時に記憶障害が起こったために赤ん坊同然として解凍蘇生された。実年齢は不明（20歳として生活しているが実際はもう少し若い。詳しくは後述）。
PSP版では一部ルートにてさらに成長したイチヒコが登場する場面が追加された。
R-ヒナギク（アール ヒナギク）
声：雛見風香
隣に住む幼馴染役を与えられたチャペック。チャペックの中では最も人間じみており表情豊かでおっちょこちょい、かつ少々乱暴者で素直ではない性格だが、イチヒコの世話を焼きながらも仲良く暮らしている。いわゆるツンデレキャラクター。
ポップコーンが大好物。元は軍用に開発されたキク科のロボット。デラメーター（光線銃）より格闘戦を得意とする。
人間達が存命していた頃は戦闘用チャペックとして幾度となく戦争を行わされ、争いを誘発する人類の事をよく思っておらず、その為「解凍すればまた争いの元になるのでは」という理由でイチヒコの解凍に反対していた機体。またレム（心）を持つようになってからはR-ミズバショウに好意を持つようになることもあり、R-ミズバショウがイチヒコのことしか考えなくなるのが気に入らないという理由もある。だが共に暮らしていくうちにイチヒコに対して人類と言う意味ではなく一人の人間としての信頼を強めていく。
名前の由来は雛菊（英名は本作にも度々登場する言葉で「デイジー」）。花言葉は無邪気・幸せ。
R-ミズバショウ（アール ミズバショウ）
声：野神奈々
おかあさん役を与えられたチャペック。だが母という言い方は言葉のあやのようなものであり、実際には姉のような立場として接している。イチヒコに対して一人称を「お姉ちゃん」と呼び、イチヒコからは「みず姉」と呼ばれている。執政機として船内の執政を司る。
人間がいなくなった船内で、ロボット達に知性を持つ事を許可した機体でもある。イチヒコの幸せを最も強く願っている寛容なメンタリティの持ち主。イチヒコの機嫌に対し、敏感になっているところもある。
初回ルートを除けば、唯一ミズバショウルートにのみ分岐次第でトゥルーエンドが用意されている。
名前の由来はミズバショウ。花言葉は華麗・不変の美しさ。
R-シロツメグサD（アール シロツメグサ ディー）
声：青山ゆかり
おとうさん役を与えられたチャペック。実際は姉のような立場だが「仕事に行く＝お父さん」という異なった解釈からこのような立場になる。ミズバショウと同様、姉的存在でありイチヒコを含め3人姉弟として生活をしていて、「しろ姉」と呼ばれている。
ドレクスラーというナノマシンの管理を行う。最も知能が高く、被造知性には理解不能と言われている人間用の本を読むこともできる（ただし漫画を逆さまに読んだり逆から読んだりと、読み方までは理解していない様子）。普段は大人しく口数も少ないが嫉妬深いメンタリティの持ち主。
イチヒコに興味と恋心を抱いており、イチヒコが他のチャペックと仲良くするのが気に入らないといった場面が多々ある。シロツメグサルートではイチヒコを独占しようとするあまり、ヒナギクを破壊しようと試みるほど。いわゆるヤンデレキャラクター。
小型の分身体である「さんしょうお」と分離した時に子供体型になることができ、再融合することで大人体型になることができる。また、ドレクスラーを利用して自身のコピーを複数作り出したり人間の身体能力の回復、見た目のみだが人間のコピーの生成も可能（ただし後者はドレクスラー法に違反している）。
名前の由来はシロツメクサ。花言葉は復讐心・私を想って。
R-コバトムギ（アール コバトムギ）
声：かわしまりの
先生役を与えられたチャペック。元はウェイトレス用の民生機。
仕事柄、多数の人間と接してきたため、様々なキャラクターに対し助言できる雑学や人間でなければ知りえることの出来ない「しあわせ」に関する知識を多く持っている。本編では様々な解説も行う。細かいことを気にしない性格。
PC版では彼女のルートにてSMやアブノーマルプレイなど過激な性行為をイチヒコに教えるが、PSP版では個人の幸せについて哲学的な会話を行うといった場面が多い。どちらも「一般的に良くないと言われていることの中にも幸せが存在する」といったことをテーマにしている。
R-タンポポ（アール タンポポ）
声：桜坂かい
町の外に暮らしているチャペック。
複数の機体が存在し、旅人・臨時教師・食糧生産役等、各々の機体が様々な役柄を与えられているチャペック。軍用機としての機能もある。数百体以上のタンポポ型機が船内に存在するが、正確な数は司法HALすらも把握していない（音信不通になった機体もいるため）。
PC版ではタンポポルートにて、イチヒコのいもうと役を期間限定で与えられるというストーリーだったが、PSP版ではイチヒコに出会うことでタンポポたちのリーダーが自身の過去の罪を懺悔し、イチヒコと共に向き合っていくというストーリーに変更された。
名前の由来はタンポポ。花言葉は思わせぶり・真心の愛。
R-ベニバナ（アール ベニバナ）
声：一色ヒカル
軍用に開発されたキク科のチャペック。イチヒコを拉致したひとさらい。言葉が喋れず唸り声だけを上げている。
長期にかけてメンテナンスを受けていないため、全身の所々に傷があり、服やフードもボロボロになっている。礼儀正しく人間に対して深い敬意を払っているが、反面自分の信念を強く持つ情熱的なメンタリティの持ち主。目的のためにはやや手段を選ばない強引な傾向もある。R-ヒナギクと同じモデルのため容姿が似ている。イチヒコを誘拐したが、実は人類を復活させるためにイチヒコの協力を得ようとしていた。
解凍直後でまだ成人としての権限を持たないイチヒコに人類復活に関する全ての秘密を教えようとしたため、それに反対する全てのチャペックやそれを中心とするR-ミズバショウの権限により、声帯機能に制限がかけられていた。イチヒコの希望により声帯制限が解除され、喋るルートも存在する。
PC版ベニバナルートでは自身の願望を叶えてくれたイチヒコに最後まで感謝しながら機能停止するシナリオだったが、PSP版では自身の願望すらも捨ててイチヒコと移住可能な惑星に駆け落ちするというストーリーに変わっている。
名前の由来は紅花。花言葉は情熱・包容力。
F-605（タイショー）
声：かわしまりの
友達役を与えられたセーバーハーゲン。作業機であり、イチヒコの良き友人。ガキ大将として学校の男性人格の中ではリーダー格に当たっているが、クラス委員長のC-101には頭が上がらない。
元々好奇心旺盛で悪戯をする性格だったため、何かと咎められることが多かった機体だが解凍直後のイチヒコに初めて言葉を話させたセーバーハーゲンとして賞賛され、イチヒコの友達役に就くよう命じられた（本人は好奇心と悪戯心でイチヒコに言葉を吹き込んだだけだった）。
C-101（いいんちょう）
声：桜坂かい
クラスの学級委員長役を与えられたセーバーハーゲン。作業機であり一応女子としての立場が与えられている。女子の中ではリーダー格に当たる。
R-ダリア（アール ダリア）
声：笠原准（PC版） / 水霧けいと（PSP版）
軍用に開発されたキク科のチャペック。雷撃砲という最も強力な武器を装備した攻撃特化型の軍用機だが臆病な性格で「なるべくなら戦いたくない」という考えを持っている。非常事態時の出撃命令があるにもかかわらず隠れて事が落ち着くのを待っていたりもする。
PC版ではシロツメグサルートにて数シーンに登場するのみのキャラクターだったが、PSP版では戦闘シーン等で出番が大幅に増え、見た目も若干変更されている。似たような性格のR-キンポウゲとは気が合っていて、出撃時（隠れている時も）に何かと行動をともにしていることが多い。
名前の由来はダリア。花言葉は移り気・不安定。
R-キンポウゲ（アール キンポウゲ）
声：笠原准（PC版） / 萌木唯（PSP版）
軍用に開発されたキク科のチャペック。軍用機だが博愛主義者の上、怠け者で戦場に赴いても「どうやってこの場から逃げようか」と考えている。
R-ダリア同様、PC版では数シーンに登場するのみだった。PSP版ではデザインが変更され、ヒナギクのようなピンク色だった髪や服などが黄色に変わり、髪形も変わっている。またPC版と違いノギク級ではなく防御型のキンポウゲ級チャペックだったが、ある理由により肩書きのみノギク級に改級された。
防御に特化したタイプで強力な電磁バリヤ（デフレクター）を操る。またキク科のチャペックが使用すると自身を傷つけないよう自動的に威力がセーブされる軍用機（ウォートースター）をセーブなしに使用することができる（キンポウゲ級にはセーブ機能が備わっていない）ため、飛び抜けて強力なパワーとスピードが出せる（ただしセーブがない分、自身への反動が強く長時間使用することができない）。
同じ戦闘嫌いのR-ダリアとは仲がいい。
名前の由来は金鳳花。花言葉は子供らしさ。なお、キンポウゲとは実際にはキク科ではなくキンポウゲ科にあたる。
R-コスモス（アール コスモス）
声：奏雨
PSP版にのみ登場するチャペック（ただし名前だけならPC版にも登場した）。最も古いチャペックでプロトタイプのため、彼女の存在を知るチャペックはあまり多くない。
行政を執行するR-ミズバショウに対し、R-コスモスは司法を執行するいわば司法HAL直属のチャペック。司法HALの命令で、ある計画を実行する。
名前の由来はコスモス。花言葉は乙女の純潔。
司法HAL（しほう ハル）
声：一色ヒカル
サン＝テグ・ジュペリ号内のさまざまな情報を管理・統率し、「世界」のありとあらゆる「正しいこと」と「正しくないこと」を判断する中央コンピュータ。船内の最高権限知性。イチヒコ曰く「おじさん」とのことで男性人格らしい。
論理的な判断や時には冷酷な判決を言い渡したりと機械的なレム（こころ）を持っているが、PSP版ではドギマギしたり時には砕けたツッコミをいれたりと人間臭い受け答え（というよりはコミカル的描写）をする場面が増えている。名前の由来は小説2001年宇宙の旅に登場した人工知能HAL 9000。
ティコ
声：高宮煌
PSP版にのみ登場するサン＝テグ・ジュペリ号内の航行コンピュータ。
船内・船外の航行状況の調査や運用を行う。司法HALと違い、勇ましい喋り方をする。だが滅多に音声を発することはないらしい。
予備コンピュータ
声：かわしまりの
司法HALの代理を務める予備コンピュータ。ただし予備としての働きをしたことは一度もなく製造されてからの数百年、予備コンピュータ部屋に迷い込んできたイチヒコとヒナギク以外の誰とも会話や通信をしたことがなく、存在すら知られていない（予備コンピューター部屋は船内ネットワークから外れているらしく、また壁にはEES遮断材が使用されているため、チャペックなどのEESレンズなどを使用しても確認することができない）。傲慢な性格だが寂しがり屋でもある。イチヒコ曰く「大柄なおじさん」らしい。

## 用語
サン＝テグジュペリ号
本作の舞台となる宇宙船。バサード式ラムジェット推進を採用した亜光速度恒星間移民船。
全長19.0km、最大全幅4.6kmにも及ぶ大型の宇宙船。船内の7割はエンジンが占めている。宇宙空間に浮遊している微量の水素分子を吸い込み、核融合燃料としている。亜光速で移動しているため、地球と船内での時間の経過速度が違う（地球を飛び立ってから船内では1021年が経過しているが、実際は数千億年が経過している）。
名前の由来は本作で度々登場している設定や詩（『星の王子様』等）の著者・アントワーヌ・ド・サン＝テグジュペリ。
マンカインド
本作で「人間」の意味を表す（Mankind、英語で「人類」のこと）。司法HALやヒナギク達チャペックや作業機は基本的に人間のことを「マンカインド」と呼ぶ。
チャペック
ヒナギクやミズバショウたちのような高等被造知性（人間型ロボット）のことを指す。軍用や執政機、民生機など様々な用途とそれに合わせた機体が存在する。
工場で生成され、体のほとんどが機械でできているが、生成段階で人間のDNAを使用する（そのため、現実的な意味であればロボットというよりアンドロイドと言う方が正確）。
また、船内人間の77%以上の同意を得ることが出来れば、人間をチャペック化することも可能という法律も存在する（サイボーグ化）。
名前の由来は本作タイトルの語源にもなった「R.U.R.」の著者・カレル・チャペック。
セーバー・ハーゲン
セーバーハーゲン型と呼ばれる作業用のロボット。ヒナギクたちのようなチャペック型とは違い、いかにもロボットといった形をしている。チャペックほどではないが物事を考える能力や感情の変化などを表すことができる。
本作ではセーバーハーゲン型のロボットが多数登場しており、イチヒコの友達役からエンジンメンテナンスクルー、パトロール等様々なタイプが登場している。武装も可能で戦闘型にもなる。
どの機体も「ウィ・ムシュー（フランス語で「はい、旦那様」の意）」としか言わない（プレイヤーにはそうとしか聞こえない）が、人間であるイチヒコや周囲の被造知性たちは何を言っているのか理解できる。また、細かな変化ではあるが表情の変化として視覚レンズ部分が開閉したりもする。
名前の由来はSF小説作家のフレッド・セイバーヘーゲン。
ニューグリニジ暦
サン＝テグジュペリ船内で使用されている架空の時間経過暦。
地球暦と違い、1分＝50秒、1日＝22時間、1か月＝22日となっている。この計算法でいくと地球暦での1年＝365日がニューグリニジ暦では1年＝200日少々になるため、イチヒコのニューグリニジ暦20歳は地球暦では11歳前後となる（ただし、生まれてから地球で過ごしていた期間がある場合はそれに合わせて地球暦年齢が上昇する）。
また「地球を飛び立ってから船内では1021年が経過している」と司法HALが発言しているがこれもニューグリニジ暦と思われる（その場合地球暦では約550年となる）。
名前の由来は地球の標準時間を表すグリニッジ。
マスターベーション
チャペック（主にヒナギク）が行っている行為。PSP版では「いやらしいこと」と表現されている。
一般的な性的自慰行為のことではなく「他人に見られて恥ずかしいこと」を指す。本作ではポップコーンを口いっぱいに頬張りモシャモシャとがっついて食べるみっともない（行儀の悪い）様子のことを言う。ポップコーンを貪り食べる＝人に見られると行儀が悪い・恥ずかしい＝人間は見られて恥ずかしいことをすることをマスターベーションと言う＝ポップコーンを貪り食べる姿は行儀が悪くて恥ずかしいからマスターベーション。というロボットらしくも少々強引な理由から来ている（ただし本来のマスターベーションの意味を知る機体も存在する）。

## 制作スタッフ
- 原画：泉まひる
- シナリオ：伊藤ヒロ
- 音楽：樋口秀樹(Tynwald music)
  - オープニング主題歌『Rose!Rose!Rose!』
    - 作詞・作曲・編曲：樋口秀樹、歌：凛

  - エンディング主題歌『誓いの言葉』
    - 作詞・作曲・編曲：樋口秀樹、歌：WHITE-LIPS(Tynwald music)